# Ojos Azules, Chihuahua
Ojos Azules är en ort i Mexiko.   Den ligger i kommunen Carichí och delstaten Chihuahua, i den nordvästra delen av landet, 1 200 km nordväst om huvudstaden Mexico City. Ojos Azules ligger 2 167 meter över havet och antalet invånare är 129.
Terrängen runt Ojos Azules är platt åt nordväst, men åt sydost är den kuperad.  Trakten runt Ojos Azules är nära nog obefolkad, med mindre än två invånare per kvadratkilometer. Närmaste större samhälle är Tajirachi, 16,6 km väster om Ojos Azules. Omgivningarna runt Ojos Azules är i huvudsak ett öppet busklandskap.